# Словакия (партия)
«Слова́кия» (словац. Slovensko), ранее «Обычные люди» (Obyčajní Ľudia), полное название «Обычные люди и независимые личности» (ОЛНЛ, Obyčajní Ľudia a nezávislé osobnosti, OĽaNO) — правоцентристская, консервативная, антикоррупционная и популистская политическая партия в Словакии. Одержала победу на выборах 2020 года.

## История
На выборах в парламент 2010 года партия номинировала 4 депутатов (Игор Матович, Эрика Юринова, Мартин Фецко и Йозеф Вискупич) по спискам партии «Свобода и солидарность», все они одержали победу.
28 октября 2011 года «Обычные люди» объявили об официальной регистрации и намерении участвовать в выборах 2012 года. На этих выборах партия заняла третье место в общем зачете, получив 8 % голосов и 16 мест.
На европейских выборах 2014 года «Обычные люди» вышли на четвёртое место на национальном уровне, получив 7 % голосов . В 2014—2019 годах партия была членом группы европейских консерваторов и реформистов Европейского парламента, а в 2019 году перешла в группу Европейской народной партии.
29 февраля 2020 партия OľaNO («Обычные люди и независимые личности») во главе с 47-летним Игором Матовичем выиграла выборы в Словацкий парламент. Она получила 25 % голосов (что является значительным достижением в словацкой политике) и 53 кресла из 150 в Национальном совете. OľaNO стала основой правительственной коалиции, пост премьер-министра занял Игор Матович.

## Политическая позиция в 2019 году
В 2019 году партия «Обычные люди и независимые личности» предложила ужесточить ограничения абортов. Предложение включало плату за аборт для женщин старше 40 лет. Предложение также содержало письменные указания, которые врач должен дать женщине перед процедурой. Руководство содержал подробное описание медицинской процедуры и чувства, которое женщины могут ожидать после процедуры.
В 2019 году во время избирательной кампании лидер Игор Матович пообещал, что «Обычные люди» не войдут в правительство, которое утвердит зарегистрированные партнерские отношения для однополых пар. OĽaNO также отвергает квоты на переселение мигрантов, предложенные ЕС.

## Выборы в Национальный совет 2020
22 октября 2019 года OĽaNO и Христианский союз (словац. Kresťanská únia, KÚ Kresťanská únia, KÚ) объявили, что на парламентские выборы пойдут вместе. Однако, не как коалиция, а как квазикоалиции, а де-юре — один кандидат OĽaNO, в котором KÚ получит 15 кандидатских мест, включая четвёртое место для главы Анны Заборской. 23 ноября 2019 OĽaNO была переименована в «Реестр политических партий и движения к простому народу и независимых личностей» (OĽANO), указывая, что кроме 15 мест KÚ, членами парламента будут также «NOVA» и «Изменения снизу».
В начале декабря 2019 движение представило свой список кандидатов. На первом месте была «обычная женщина с Востока», педагог Мария Шафранко, на втором — аналитик безопасности Ярослав Надь, а третьим — бывший полицейский Лукаш Киселица. Бывшие депутаты от OĽaNO заняли последние места в бюллетене. Однако лидер кандидатов Шафранко через короткое время отказалась от избирательной кампании из-за болезни, а предвыборную кампанию возглавил председатель Игор Матович.
Партия представила собственную избирательную программу только 1 февраля 2020 года. По сравнению с программой 2016 она была очень короткой, содержала лишь 11 вопросов референдума, которые, если люди решат проголосовать, станут обязательствами, без которых OĽaNO не войдет в правительство. Проект подвергся критике, как популистский шаг, неосуществимый по многим позициям.
По итогам выборов партия одержала победу, получив более 25 % голосов, обогнав правящую на тот момент партию Направление — социальная демократия почти на 7 процентных пунктов.

## Деятельность у власти
В марте 2020 года премьер-министром Словакии стал лидер партии Игор Матович.
К моменту прихода партии к власти в стране шло расследование о связях деятелей теневого бизнеса с крупными политиками и сотрудниками спецслужб и полиции. Оно началось после резонансного убийства в феврале 2018 года журналиста Яна Куциака, писавшего материалы на эту тему. «Обычные люди» строили свою избирательную кампанию в том числе на требовании жёстких действий по отношению к замешанным в скандале.
В марте 2020 года были арестованы 13 судей по обвинению в подкупе, а также бывшая замминистра юстиции Моника Янковская.
В ноябре-декабре 2020 года словацкая полиция произвела серию арестов бывших высокопоставленных госслужащих: экс-главу словацкой полиции Милана Лучанского, бывших руководителей словацкой разведки и контрразведки (Словацкая информационная служба) Любомира Арпаша и Петера Гашпаровича, замглавы Минфина Даниэла Чеха, а также совладельца финансовой группы Penta Ярослава Гашчака.
12 марта 2021 года министр здравоохранения Словакии Марек Крайчи подал в отставку, чтобы урегулировать разногласия, возникшие в правительстве из-за закупки российской вакцины «Спутник V».